# Tillandsia trapeziformis
Tillandsia trapeziformis är en gräsväxtart som beskrevs av Carl Christian Mez. Tillandsia trapeziformis ingår i släktet Tillandsia och familjen Bromeliaceae. Inga underarter finns listade i Catalogue of Life.